# Ualabi rupestre de Rothschild
El ualabi rupestre de Rothschild (Petrogale rothschildi) és una espècie de macròpode que viu a Austràlia Occidental, al districte de Pilbara i l'arxipèlag Dampier. Actualment no se'l considera una espècie amenaçada, però corre perill per la guineu (Vulpes vulpes). Fou anomenat en honor del banquer i zoòleg britànic Lionel Walter Rothschild.